# Rindal
Rindal este o comună din provincia Møre og Romsdal, Norvegia.